# Nuanțe de întuneric
Nuanțe de întuneric (2014) este o nuvelă space opera a scriitoarei Roxana Brînceanu. Volumul marchează revenirea autoarei după o pauză îndelungată în care s-a dedicat mai mult traducerilor.
Acțiunea nuvelei se desfășoară în același univers cu cea din povestirea "O nouă casă", apărută în antologia Scornelile Moșului SF (2012).

## Intriga
Camargue și Tim sunt doi frați care-și caută de lucru. Pentru primul demersul pare relativ ușor, deoarece este specialist în întreținerea și repararea motoarelor navelor spațiale. Problema o reprezintă Tim, un asistat social căruia statutul îi aduce doar refuzuri de angajare. După multe strădanii, cei doi sunt angajați de niște contrabandiști și sunt foarte aproape să fie arestați în urma unei acțiuni deconspirate.
Salvarea lor vine de la Veron, pilotul navei Mi Vida de Nonsens. Acesta are nevoie să-și completeze echipajul pentru a duce un grup de Restauratori pe o planetă menită colonizării. Călătoria începe fără incidente, sub controlul strict al căpitanului navei, Clara. Întâlnirea cu gigantica navă militară Satanic îi oferă Clarei ocazia de a profita de pe urma unei facțiuni pe care n-o suportă: armata. Ea simulează o defecțiune a navei și roagă echipajul Satanicului să-i escorteze cât mai aproape de destinație.
În timpul zborului, cele două nave sunt acostate de un grup de ființe spațiale imense. Considerându-le o amenințare, echipajul navei Satanic încearcă să le distrugă. Tentativa eșuează, ceea ce-l determină pe Veron să adopte o altă atitudine: el preferă să „înoate” în spațiu alături de maiestuoasele creaturi. Inițiativa lui se dovedește salutară, deoarece ființele distrug nava care îi atacase și cruță Mi Vida de Nonsens.

## Personaje
- Camargue (Cam) - specialist în întreținerea și repararea motoarelor navelor spațiale
- Tim - tânăr asista social, fratele lui Cam
- Tehila - contrabandistă care apelează la serviciile lui Cam și Tim

Restauratori
- Apus de Stele
- Vântul pe Țărm

Echipajul navei Mi Vida de Nonsens
- Clara - căpitan
- Veron - pilot
- LaMoll - expert militar
- Jasp - sociolog și biolog

## Opinii critice
Cătălin Badea-Gheracostea consideră cartea „o nuvelă construită corect sub planurile narative și actanțiale ale maeștrilor” și apreciază „economia de mijloace cu care personajele și acțiunea sînt aduse la viață”. Tudor Ciocârlie o compară pe autoare cu Alastair Reynolds și consideră că nuvela „are toate elemente unei adevărate space-opera: stații orbitale, nave stelare, salturi supraluminice, extratereștri, bătălii spațiale și «sense-of-wonder»”.